# Zagyva
Zagyva [ˈzɒɟvɒ] ist ein Fluss in Ungarn, der zu den rechten Nebenflüssen der Theiß zählt. 

## Quelle und Verlauf
Die Quelle des Flusses befindet sich etwa 600 Meter über dem Meeresspiegel im Gebiet der Hochebene Medves-fennsík, südöstlich von Salgóbánya, einem Ortsteil von Salgótarján, der 7 Kilometer nordöstlich des Stadtzentrums liegt.
Der Fluss verläuft weitgehend in südliche Richtung, entlang der Städte Bátonyterenye, Pásztó, Hatvan und Jászberény. Er mündet im Bereich der Stadt Szolnok in die Theiß. Der Fluss befindet sich somit in drei ungarischen Komitaten, dem Komitat Nógrád, dem Komitat Heves und dem Komitat Jász-Nagykun-Szolnok.

## Fischarten
Der Fluss ist bei Anglern beliebt. Die wichtigsten Fischarten sind unter anderem Hecht, Karpfen, Döbel, Aland, Wels, Gängling, Zander und Schleie.

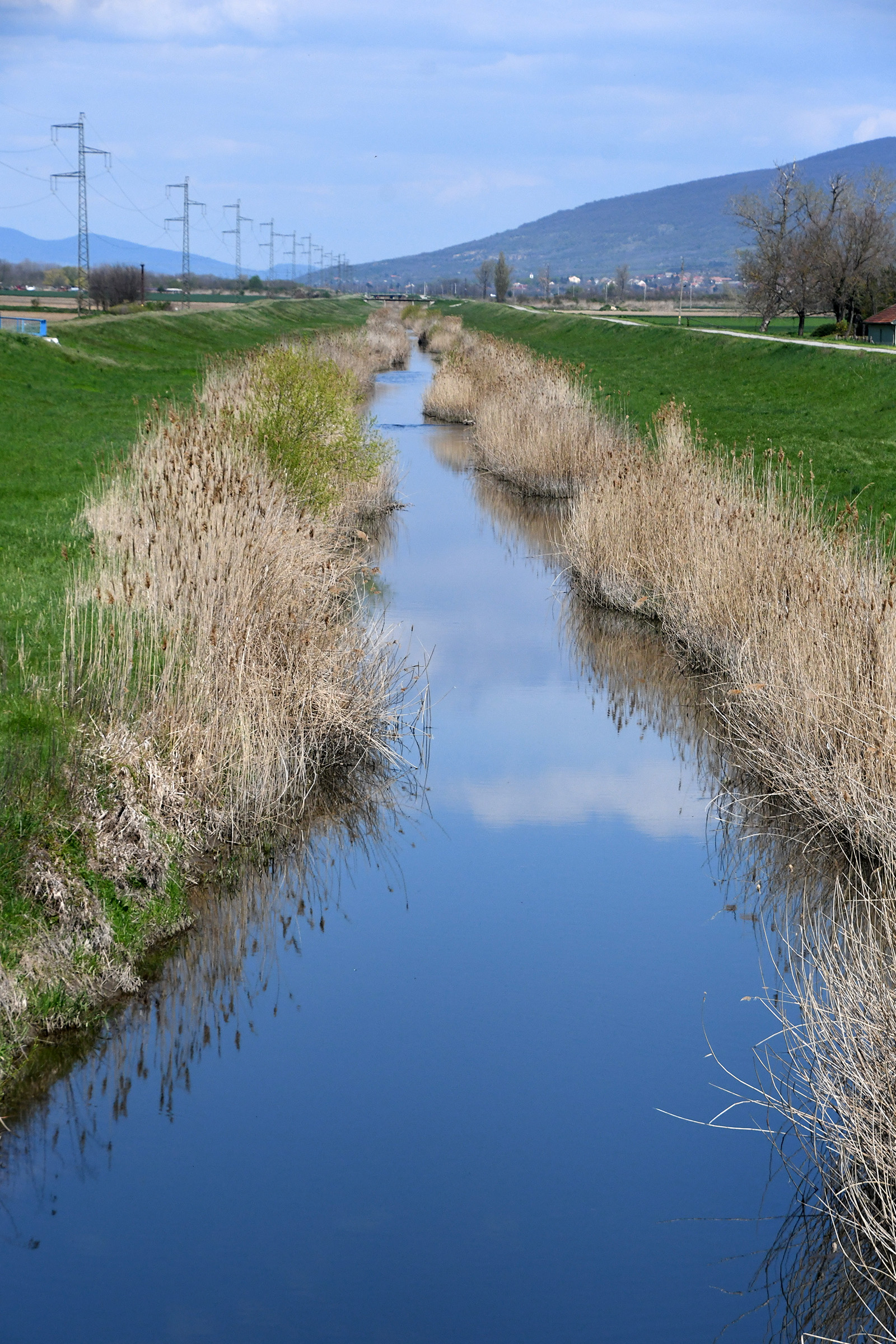
Zagyva bei Lőrinci
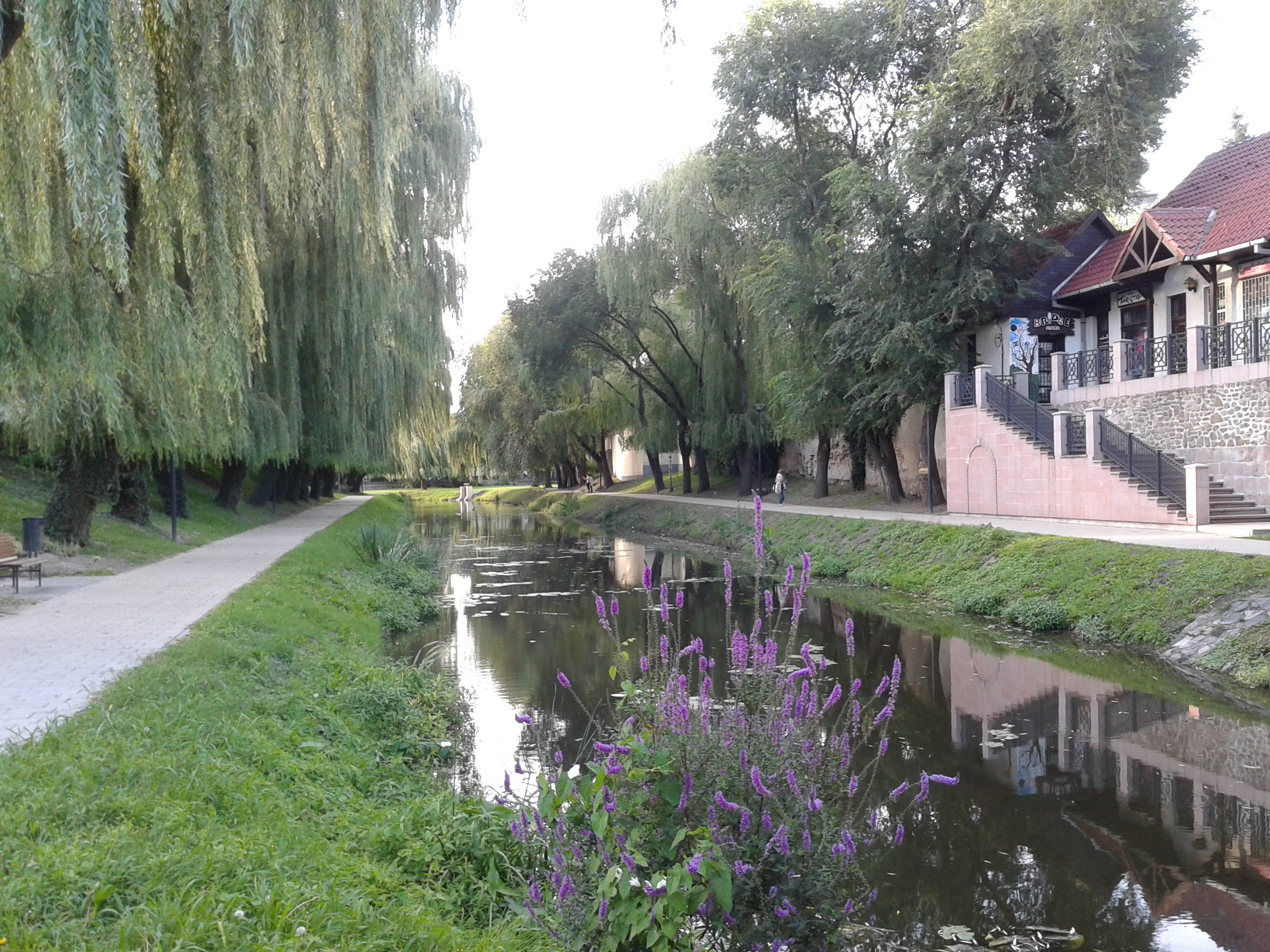
Zagyva bei Jászberény
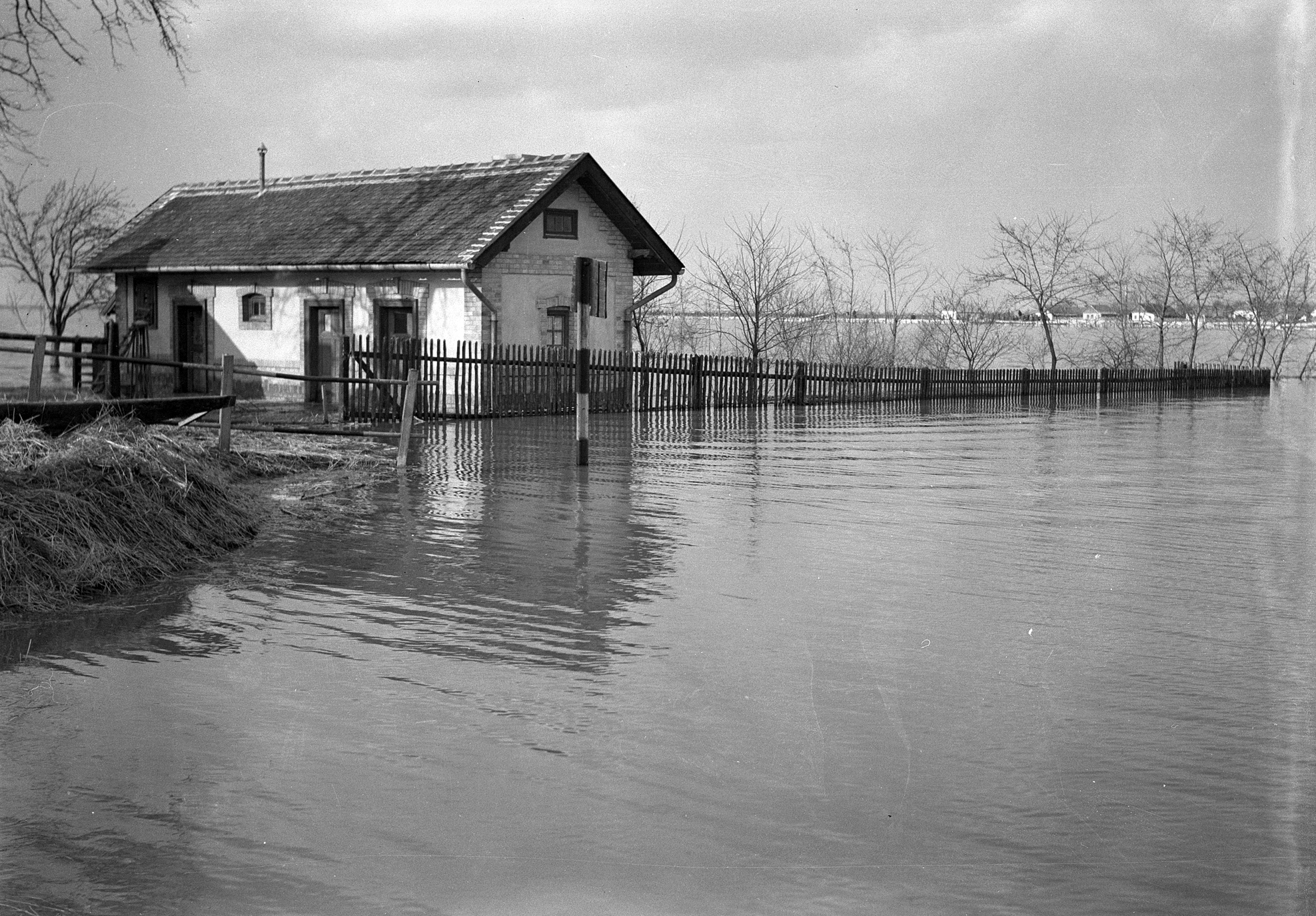
Hochwasser bei Újszász (1940)
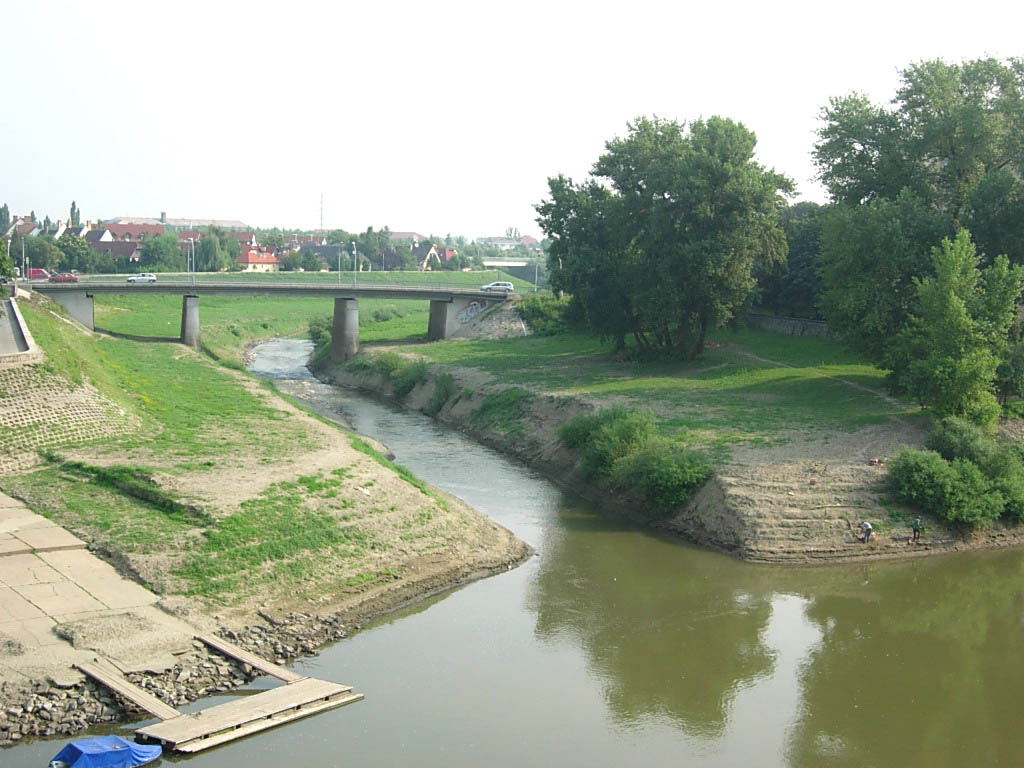
Mündung in die Theiß in Szolnok